# Cremilda Santana
Cremilda Santana Dos Santos (Ilhéus, 15 mai 1946), connue aussi bien que Gaga de Ilhéus, est une actrice et humoriste brésilienne.

## Filmografia
| An      | Titre               | Charge             | Notes |
| ------- | ------------------- | ------------------ | ----- |
| 2008    | Pânico na TV        | Elle même          |       |
| 2015–17 | Pânico na Band      | Divers personnages | [ 1 ] |
| 2016    | Programa do Ratinho | Elle même          | [ 2 ] |
| 2017    | Domingo Legal       | Elle même          | [ 3 ] |